# Chura kampo
Chura kampo (Tibetaans voor gedroogde kaas) is een Tibetaanse kaas.
Chura wordt vervaardigd uit karnemelk (dara) die overblijft na het maken van boter. Deze wordt vijf minuten verhit en daarna afgekoeld tot 20 °C of minder. De karnemelk is dan veranderd in zachte wrongel en wei. De wei wordt uitgelekt door het in zakken aan palen of bomen dicht bij het huis te hangen en wordt hergebruikt als bakproduct of aan het vee gegeven.
Voor de vervaardiging van gedroogde kaas worden allerlei vormen van de wrongel gemaakt, zoals in ballen, platte schijven of kleine brokjes, die vervolgens in de zon of tegen lage temperatuur in de oven worden gedroogd. De eenmaal gedroogde kaas heet chura kampo. Kleine brokjes gedroogde harde kaas worden zowel door volwassenen als kinderen gekauwd als snoepgoed. Aan wrongel van de gedroogde kaas is vaak boter en suiker toegevoegd. De kleine brokjes kaas gaan een lange tijd mee wanneer er op gekauwd wordt.